# Wilhelm Wolkenhauer
Wilhelm Wolkenhauer (* 29. Mai 1845 in Osterode am Harz; † 12. Mai 1922 in Bremen) war ein deutscher Pädagoge, Geograph und Wissenschaftshistoriker.

## Leben
Wolkenhauer wurde mit der Arbeit „Zur Theorie der Parallelcurven“ im Jahre 1874 von der Universität Jena promoviert.
Wolkenhauer war Mitbegründer der Geographischen Gesellschaft in Bremen und Mitherausgeber der Deutschen Geographischen Blätter. Zusammen mit Alwin Oppel, dem Vorstand der genannten geographischen Gesellschaft, gab er die Deutschen Geographischen Blätter der genannten Gesellschaft heraus.
Sie hatten im Jahre 1895 die Aufgabe von Moritz Lindeman übernommen.
Im April des gleichen Jahres 1874 wurde Wolkenhauer Lehrer an der Realschule in der Altstadt in Bremen.  Nach 25 Jahren Dienstzeit wurde ihm vom Senat der Hansestadt Bremen der Professorentitel verliehen. Wolkenhauer war verheiratet und hatte einen Sohn August Wolkenhauer, der im Ersten Weltkrieg im Jahre 1915 fiel.

## Werke (Auswahl)
- Landeskunde der Freien Hansestadt Bremen und ihres Gebietes.	Breslau: Ferdinand Hirt, 1889. OCLC 1153674849
- Bremer Heimatsatlas. Leipzig, H. Wagner & E. Debes, 1915. OCLC 875856820
- Leitfaden für den Unterricht in der Geographie[8]
- Illustriertes kleineres Handbuch der Geographie[9]
- Leitfaden zur Geschichte der Kartographie in tabellarischer Darstellung[10]
- Daniels Kleineres Handbuch der Geographie[11]
- Lehrbuch der Geographie für höhere Unterrichtsanstalten[12]
- Breusing, Arthur. In: Allgemeine Deutsche Biographie (ADB). Band 47, Duncker & Humblot, Leipzig 1903, S. 229–231.

als Herausgeber
- verschiedene Auflagen von Daniels Leitfaden der Geographie
- Deutsche Geographische Blätter